# Frederick Stuart

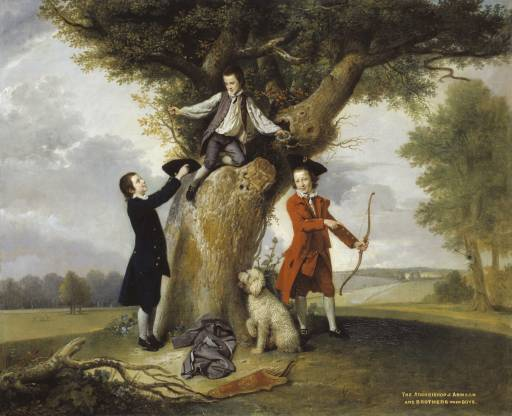
William, Charles und Frederick (von links), drei Söhne des 3. Earl of Bute. Gemälde von Johann Zoffany (1764)

Hon. Frederick Stuart (* 24. September 1751; † 17. Mai 1802 in London) war ein britischer Politiker. 
Er entstammte einer alten Nebenlinie der Stuarts, die von dem schottischen König Robert II. abstammte. Er war der dritte Sohn von John Stuart, 3. Earl of Bute und dessen Frau Mary Wortley-Montagu, 1. Baroness Mount Stuart of Wortley, zu seinen Geschwistern gehörten John, James, Charles, William und Louisa Stuart.
Er besuchte das Winchester und das Christ Church College in Oxford. 1768 flüchtete er aus Oxford nach Paris, wo er jedoch aufgegriffen und zurückgeschickt wurde. Sein Vater beschaffte ihm eine Stelle als Schreiber bei der Ostindischen Kompanie und 1769 reiste er nach Bengalen. Bereits 1772 kehrte er jedoch nach England zurück, worauf ihn sein Vater gegen seinen Willen erneut nach Indien schickte. In Indien freundete er sich mit Generalgouverneur Warren Hastings an. Während seiner Dienstzeit verschuldete er sich bei Hastings, der ihm insgesamt über 4000 Pfund lieh. Hastings sandte Stuart auf eine Mission zum Nawab von Arcot, doch seine Hoffnungen, einen Posten als Gesandten der Kompanie zu erhalten, erfüllten sich nicht. 1775 durfte er nach England zurückkehren. Die von ihm überbrachten Berichte und Briefe verhinderten 1776 Hastings Abberufung, doch gelang es ihm nicht, eine neue Stelle bei der ostindischen Kompanie zu erhalten. Sein Vater ließ ihn 1776 als Abgeordneten für Ayr Burghs in das House of Commons wählen, doch wurde er 1780 nicht wiedergewählt. 1782 musste er wegen seiner Schulden nach Paris flüchten, wo er anfangs noch von Zuwendungen seiner Familie lebte. Sein Bruder John erwirkte 1796 einen Schuldenaufschub und sorgte für seine erneute Wahl als Abgeordneter für Buteshire in das House of Commons. Aus seiner zweiten Wahlperiode sind von ihm keine Beiträge zu den Sitzungen des House of Commons bekannt. Sechs Wochen vor dem Ende der Wahlperiode starb er hoch verschuldet, unverheiratet und plötzlich in einem Hotel in London. 